# Reduto de São Gonçalo (Angra do Heroísmo)
O Reduto de São Gonçalo localiza-se na península do Monte Brasil, na freguesia da Sé, na cidade e concelho de Angra do Heroísmo, na costa sul da ilha Terceira, nos Açores.
Integra o conjunto defensivo da Fortaleza de São João Baptista da Ilha Terceira.

## História
No contexto da instalação da Capitania Geral dos Açores, o seu estado foi assim reportado em 1767: "22.° — Reducto de São Gonçallo tem uma peça de bronze e precisa mais outra peça com o seu reparo."
Em nossos dias encontra-se em ruínas.